# Дёмин, Николай Тарасович
Николай Тарасович Дёмин (1922—1968) — младший лейтенант Советской Армии, участник Великой Отечественной войны, Герой Советского Союза (1943).

## Биография
Николай Дёмин родился 6 декабря 1922 года в посёлке Вольный (ныне — Ельниковский район Мордовии) в крестьянской семье. Получил неполное среднее образование, работал секретарём в районном суде. В 1941 году Дёмин был призван на службу в Рабоче-крестьянскую Красную Армию. С июня 1942 года — на фронтах Великой Отечественной войны. К октябрю 1943 года красноармеец Николай Дёмин был стрелком 303-го стрелкового полка 69-й стрелковой дивизии 65-й армии Центрального фронта. Отличился во время битвы за Днепр.
16 октября 1943 года, несмотря на массированный вражеский огонь, Дёмин переправился через Днепр в районе посёлка Радуль Репкинского района Черниговской области Украинской ССР и принял активное участие в захвате трёх вражеских траншей.
Указом Президиума Верховного Совета СССР от 30 октября 1943 года красноармеец Николай Дёмин был удостоен высокого звания Героя Советского Союза с вручением ордена Ленина и медали «Золотая Звезда».
В 1946 году в звании младшего лейтенанта Дёмин был уволен в запас. Работал в Южно-Сахалинске в военизированной охране. Скончался 7 марта 1968 года, похоронен в родном посёлке.
Был также награждён орденом Красной Звезды и рядом медалей.